# Mezná (kraj południowoczeski)
Mezná – wieś i gmina w Czechach, w powiecie Tabor, w kraju południowoczeskim. Według danych z dnia 1 stycznia 2013 liczyła 100 mieszkańców.